# Замыкание отношения
Замыканием отношения {\displaystyle R} относительно свойства {\displaystyle P} называется такое множество {\displaystyle R^{*}}, что:
1. {\displaystyle R\subset R^{*}}.
2. {\displaystyle R^{*}} обладает свойством {\displaystyle P}.
3. {\displaystyle R^{*}} является подмножеством любого другого отношения, содержащего {\displaystyle R} и обладающего свойством {\displaystyle P}.

Другими словами, {\displaystyle R^{*}} — минимальное надмножество {\displaystyle R}, выдерживающее {\displaystyle P}.

## Пример
- Пусть на множестве {\displaystyle A=\{1,2,3,4\}} задано отношение {\displaystyle R=\{(1,2),(3,4),(4,2)\}}. 
  - Видно, что отношение {\displaystyle R} не симметрично, не рефлексивно и не транзитивно.
  - Замыканием {\displaystyle R} относительно свойства симметричности является {\displaystyle R^{*}=\{(1,2),(3,4),(4,2);(2,1),(4,3),(2,4)\}}.
  - Замыканием {\displaystyle R} относительно рефлексивности является {\displaystyle R^{*}=\{(1,2),(3,4),(4,2);(1,1),(2,2),(3,3),(4,4)\}}.
  - Замыканием {\displaystyle R} относительно транзитивности является множество {\displaystyle R^{*}=\{(1,2),(3,4),(4,2);(3,2)\}}.